# ماركينهوس بيدروسو
ماركينهوس بيدروسو (بالبرتغالية: Marcos Garbellotto Pedroso‏) (4 أكتوبر 1993 بتوباراو في البرازيل - ) هو لاعب كرة قدم برازيلي في مركز الظهير. لعب مع غريميو بورتو أليغرينزي ونادي غواراني ونادي فيغورينسي.

## روابط خارجية
- ماركينهوس بيدروسو على موقع اتحاد تركيا (لاعب) (الإنجليزية)
- ماركينهوس بيدروسو على موقع الدوري الأمريكي (الإنجليزية)
- ماركينهوس بيدروسو على موقع قاعدة بيانات كرة القدم.إي يو (الإنجليزية)
- ماركينهوس بيدروسو على موقع Soccerway.com (الإنجليزية)
- ماركينهوس بيدروسو على موقع عالم كرة القدم.نت (الإنجليزية)